# Плавання на Чемпіонаті світу з водних видів спорту 2022 — 400 метрів комплексом (жінки)
Змагання з плавання на дистанції 400 метрів комплексом серед жінок на Чемпіонаті світу з водних видів спорту 2022 відбулися 25 червня 2022 року.

## Рекорди
Перед початком змагань світовий рекорд і рекорд чемпіонатів світу були такими:
| Світовий рекорд          | Катінка Хоссу (HUN) | 4:26.36 | Ріо-де-Жанейро (Бразилія) | 6 серпня 2016 |
| Рекорд чемпіонатів світу | Катінка Хоссу (HUN) | 4:29.33 | Будапешт (Угорщина)       | 30 липня 2017 |

## Результати

### Попередні запливи
Попередні запливи розпочалися о 09:00 за місцевим часом.
| Місце | Заплив | Доріжка | Ім'я                      | Країна          | Час           | Примітки      |
| ----- | ------ | ------- | ------------------------- | --------------- | ------------- | ------------- |
| 1     | 2      | 5       | Саммер Макінтош           | Канада          | 4:36.15       | Q             |
| 2     | 2      | 3       | Кейті Ґраймс              | США             | 4:36.68       | Q             |
| 3     | 2      | 4       | Емма Веянт                | США             | 4:38.52       | Q             |
| 4     | 2      | 2       | Ґе Чутун                  | Китай           | 4:38.95       | Q             |
| 5     | 3      | 5       | Катінка Хоссу             | Угорщина        | 4:39.15       | Q             |
| 6     | 3      | 4       | Охасі Юї                  | Японія          | 4:39.52       | Q             |
| 7     | 2      | 6       | Дженна Форрестер          | Австралія       | 4:40.20       | Q             |
| 8     | 3      | 6       | Таніґава Аґеха            | Японія          | 4:40.70       | Q             |
| 9     | 3      | 3       | Вікторія Міхайварі-Фаркаш | Угорщина        | 4:41.16       |               |
| 10    | 2      | 7       | Мая Расмуссен             | Нова Зеландія   | 4:41.98       |               |
| 11    | 3      | 2       | Тесса Чеплуча             | Канада          | 4:44.53       |               |
| 12    | 3      | 7       | Фрея Колберт              | Велика Британія | 4:45.55       |               |
| 13    | 3      | 8       | Сірьєль Дюамель           | Франція         | 4:52.24       |               |
| 14    | 2      | 1       | Габріелле Гонсалвес       | Бразилія        | 4:52.61       |               |
| 15    | 2      | 8       | Флоренсія Перотті         | Аргентина       | 4:55.43       |               |
| 16    | 3      | 9       | Крістен Романо            | Пуерто-Рико     | 4:56.39       |               |
| 17    | 1      | 4       | Камончанок Кванмуанг      | Таїланд         | 4:56.59       |               |
| 18    | 1      | 3       | Сімоне Каббара            | Ліван           | 5:07.33       |               |
| 19    | 1      | 5       | Саманта ван Вюре          | Кюрасао         | 5:34.75       |               |
| –     | 2      | 0       | Николета Трникова         | Словаччина      | Не стартували | Не стартували |
| –     | 3      | 0       | Хлої Ченґ                 | Гонконг         | Не стартували | Не стартували |
| –     | 3      | 1       | Анастасія Горбенко        | Ізраїль         | Не стартували | Не стартували |

### Фінал
Фінал відбувся о 19:01 за місцевим часом.
| Місце | Доріжка | Ім'я             | Країна    | Час     | Примітки |
| ----- | ------- | ---------------- | --------- | ------- | -------- |
| 1     | 4       | Саммер Макінтош  | Канада    | 4:32.04 |          |
| 2     | 5       | Кейті Ґраймс     | США       | 4:32.67 |          |
| 3     | 3       | Емма Веянт       | США       | 4:36.00 |          |
| 4     | 2       | Катінка Хоссу    | Угорщина  | 4:37.89 |          |
| 5     | 7       | Охасі Юї         | Японія    | 4:37.99 |          |
| 6     | 6       | Ґе Чутун         | Китай     | 4:38.37 |          |
| 7     | 1       | Дженна Форрестер | Австралія | 4:42.39 |          |
| 8     | 8       | Таніґава Аґеха   | Японія    | 4:44.28 |          |